# Finsbury Park (Londra)
Finsbury Park è un quartiere nel nord di Londra che fa parte dei borghi di Islington, Haringey e Hackney. Non è da confondere con Finsbury, situato alcuni chilometri a sud nel borgo londinese di Islington.
Quest'area si sviluppa attorno a Finsbury Park station, un'importante stazione per metropolitana, ferrovia ed autobus, sul lato meridionale del parco vittoriano di Finsbury.
Nell'angolo sud-est del parco c'è la fontana commemorativa a Tom Smith e alla sua famiglia per l'invenzione dei Christmas cracker.

## Distretti confinanti
- Manor House
- Highbury
- Stroud Green
- Holloway
- Harringay
- Crouch End
- Islington

### Stazioni ferroviarie e della metropolitana
- Finsbury Park station
- Manor House tube station
- Arsenal tube station